# 10353 Momotaro
10353 Momotaro è un asteroide della fascia principale. Scoperto nel 1992 da Satoru Otomo, presenta un'orbita caratterizzata da un semiasse maggiore pari a 2,9278275 UA e da un'eccentricità di 0,0412908, inclinata di 3,20822° rispetto all'eclittica. Prende il nome dal protagonista di una celebre fiaba giapponese, Momotarō.